# Яманоути
Яманоути (яп. 山ノ内町 Яманоути-мати) — посёлок в Японии, находящийся в уезде Симотакаи префектуры Нагано. Площадь посёлка составляет 265,93 км², население — 12 774 человека (1 августа 2014), плотность населения — 48,04 чел./км². Известен своим «обезьяньим парком» Дзигокудани.

## Географическое положение
Посёлок расположен на острове Хонсю в префектуре Нагано региона Тюбу у подножия горы Якэбитай. С ним граничат город Накано, посёлок Наканодзё и сёла Такаяма, Кидзимадаира, Сакаэ.

## Население
Население посёлка составляет 12 774 человека (1 августа 2014), а плотность — 48,04 чел./км². Изменение численности населения с 1980 по 2005 годы:
| 1980 | 18 964 чел. |  |
| 1985 | 18 546 чел. |  |
| 1990 | 17 680 чел. |  |
| 1995 | 16 951 чел. |  |
| 2000 | 15 900 чел. |  |
| 2005 | 14 704 чел. |  |

## Символика
Деревом посёлка считается Tsuga sieboldii, цветком — цветок яблони, птицей — Cettia diphone.